# Sam Kidd
Samuel „Sam“ Kidd (* 9. Mai 1931 in Illinois; † 20. April 2025 in Wayne, Wisconsin, Washington County) war ein US-amerikanischer Jazzmusiker (Kontrabass).
Kidd spielte im Laufe seiner Karriere mit vielen bekannten Musikern wie Duke Ellington, Sonny Stitt und Lou Rawls und war auch im Film Tightrope (1984) mit Clint Eastwood zu sehen. Aufnahmen entstanden außerdem mit John Merritt Young, Jimmy Grissom und Oscar Lindsay. Im Bereich des Jazz war er laut Tom Lord zwischen 1962 und 2003 an sechs Aufnahmesessions beteiligt.
Auf lokaler Ebene spielte Kidd viele Jahre mit der Paul Spencer Band und war Headliner im Caroline’s Jazz Club in Milwaukee. 2006 erhielt er den WAMI Award (der Wisconsin Area Music Industry) als Bassist des Jahres. 2008 wurde er mit der Paul Spencer Band mit einem WAMI Award als Traditional Jazz Group/Artist ausgezeichnet.

## Diskographische Hinweise
- The John Young Trio. A Touch of Pepper (Argo, 1963), mit Phil Thomas
- Jimmy Grissom: World of Trouble (Low-Down Blues and Lonely Ballads) (1963)
- Sonny Stitt & Zoot Sims: Inter-Action (Cadet, 1966), mit John Young, Phil Thomas
- Paul Spencer: Latin Cooking (Straight Ahead, 2002)